# Guyana op de Olympische Zomerspelen 1972
Guyana nam deel aan de Olympische Zomerspelen 1972 in München, West-Duitsland. Ook tijdens de zesde deelname werd geen medaille gewonnen.

## Deelnemers en resultaten

### Boksen
| Olympiër         | Discipline | Resultaat | Prestatie                                               |
| ---------------- | ---------- | --------- | ------------------------------------------------------- |
| Courtney Atherly | -60kg (m)  | 17e       | 1ste ronde: vrij 2de ronde: V van MEX Gin: 1-4          |
| Reginald Ford    | -71kg (m)  | 17e       | 1ste ronde: vrij 2de ronde: V van GBR Minter: knock-out |

### Wielersport
| Olympiër      | Discipline  | Resultaat | Prestatie |
| Baan          | Baan        | Baan      | Baan |
| ------------- | ----------- | --------- | --- |
| Neville Hunte | sprint (m)  | 9e        | serie 17: gediskwalificeerd 1ste ronde herkansingen: 1ste in 11,54 2de ronde serie 1: V van FRA Morelon 2de ronde herkansingen: 3de |
| Neville Hunte | tijdrit (m) | 22e       | 1.10,48 |

Afghanistan · Albanië · Algerije · Amerikaanse Maagdeneilanden · Argentinië · Australië · Bahama's · Barbados · België · Bermuda · Birma · Bolivia · Bondsrepubliek Duitsland · Brazilië · Brits-Honduras · Bulgarije · Canada · Ceylon · Chili · Colombia · Congo-Brazzaville · Costa Rica · Cuba · Dahomey · Denemarken · Dominicaanse Republiek · Duitse Democratische Republiek · Ecuador · Egypte · El Salvador · Ethiopië · Fiji · Filipijnen · Finland · Frankrijk · Gabon · Ghana · Griekenland · Groot-Brittannië · Guatemala · Guyana · Haïti · Hongarije · Hongkong · Ierland · IJsland · India · Indonesië · Iran · Israël · Italië · Ivoorkust · Jamaica · Japan · Joegoslavië · Kameroen · Kenia · Khmerrepubliek · Koeweit · Lesotho · Libanon · Liberia · Liechtenstein · Luxemburg · Madagaskar · Malawi · Maleisië · Mali · Malta · Marokko · Mexico · Monaco · Mongolië · Nederland · Nederlandse Antillen · Nepal · Nicaragua · Nieuw-Zeeland · Niger · Nigeria · Noord-Korea · Noorwegen · Oeganda · Oostenrijk · Opper-Volta · Pakistan · Panama · Paraguay · Peru · Polen · Portugal · Puerto Rico · Roemenië · San Marino · Saoedi-Arabië · Senegal · Singapore · Soedan · Somalië · Sovjet-Unie · Spanje · Suriname · Swaziland · Syrië · Taiwan · Tanzania · Thailand · Togo · Trinidad en Tobago · Tsjaad · Tsjecho-Slowakije · Tunesië · Turkije · Uruguay · Venezuela · Verenigde Staten · Vietnam · Zambia · Zuid-Korea · Zweden · Zwitserland